# Alina Stiegler (Schauspielerin)
Alina Theresa Stiegler (* 15. April 1993 in Eresing, Bayern) ist eine deutsche Schauspielerin.

## Leben
Stiegler spielt seit 2005 in Fernseh-, Kurzfilm- und Kinoproduktionen. Seit 2011 war sie in der Rolle der Johanna Girwidz in der ARD-Fernsehserie Hubert und Staller neben Christian Tramitz, Helmfried von Lüttichau und Michael Brandner zu sehen. Ihr Kinodebüt gab Stiegler 2011 in der Literaturverfilmung von Kasimir und Karoline. 2017 spielte sie im Hauptcast der zweiten deutschen Netflix-Produktion Dogs of Berlin unter der Regie von Christian Alvart, u. a. neben Felix Kramer und Fahri Yardim. 2018 war sie in der Webserie Technically Single in der Hauptrolle zu sehen.
Stiegler absolvierte ihre Schauspielausbildung von 2012 bis 2015 an der Otto-Falckenberg-Schule in München. Bereits während ihrer Ausbildung übernahm sie erste Rollen an den Münchner Kammerspielen, wie die der Gudrun Ensslin in Ulrike Maria Stuart sowie in Schnapsbudenbestien – der Untergang einer Familie nach Emile Zola. Zwischen 2015 und 2020 war sie Ensemblemitglied der Schaubühne am Lehniner Platz in Berlin. Dort arbeitete sie mit Regisseuren wie Michael Thalheimer, Falk Richter, Herbert Fritsch und Thomas Ostermeier. In den Jahren 2021 bis 2025 war Stiegler weiterhin als Gast an der Schaubühne zu sehen, unter anderem in Ostermeiers Inszenierung von Édouard Louis Roman Im Herzen der Gewalt. 2025 spielte sie in der Schaubühnen-Inszenierung Call me Paris der Regisseurin Yana Eva Thönnes auf der Biennale in Venedig. Mit Beginn der Spielzeit 2025/2026 ist Alina Stiegler in das Ensemble der Schaubühne zurückgekehrt.
Von 2020 bis 2024 gehörte sie als Ermittlerin Luise Bohn zum Hauptcast des Spreewaldkrimi. 2022 drehte Stiegler die Serie ZERV – Zeit der Abrechnung in der Regie von Dustin Loose. Ebenfalls 2022 wurde sie in einer Hauptrolle für den Fernsehfilm Ramstein – Das durchstoßene Herz (Regie: Kai Wessel) besetzt. Zusammen mit Ben Münchow und Susanne Bormann übernahm sie außerdem eine Hauptrolle in der Serie Another Monday in der Regie von Esther Bialas und Nathan Nill. Im Februar 2023 sah man sie in einer Episodenhauptrolle des Polizeiruf 110: Daniel A. (Regie: Dustin Loose) in der ARD. Im Sommer 2024 wurde Alina Stiegler für die ARD Degeto Produktion Der Krimi aus Brandenburg: Die Raaben und das tote Mädchen für die Hauptrolle der Tonja Raabe engagiert.
Im Jahr 2023 wurde sie für ihre Hauptrolle der Karo in Janin Halischs Spielfilm Sprich mit mir auf dem Filmfestival Max Ophüls Preis als bester Schauspielnachwuchs ausgezeichnet.
Im Februar 2021 outete sich Stiegler im Rahmen der Initiative #actout im SZ-Magazin mit 184 anderen lesbischen, schwulen, bisexuellen, queeren, nicht-binären und trans* Schauspielern.
Stiegler lebt in Berlin.

## Filmografie
- 2007: Aus dem Tritt, Regie: Pia Strietmann
- 2008–2009: Dahoam is Dahoam (Fernsehserie), Regie: div.
- 2009: Garmischer Bergspitzen, Regie: Dietmar Klein
- 2009: Tunnelblicke, Regie: Julius Grimm
- 2010: Zucchiniblüten, Regie: Sonja Maria Kröner
- 2010: SOKO München (Fernsehserie, Folge: Loverboy), Regie: Patrick Winczewski
- 2011: Kasimir und Karoline, Regie: Ben von Grafenstein
- 2011: SOKO München (Fernsehserie, Folge: Der Herbst der Nackten), Regie: Sebastian Sorger
- 2011–2015: Heiter bis tödlich: Hubert und Staller, Regie: div.
- 2012: Der Lehrer, Regie: Peter Gersina
- 2013: Pfarrer Braun: Brauns Heimkehr, Regie: Wolfgang F. Henschel
- 2013: Hirngespinster, Regie: Christian Bach
- 2018: Aenne Burda – Die Wirtschaftswunderfrau, Regie: Franziska Meletzky
- 2018: Dogs of Berlin, Regie: Christian Alvart[11]
- 2018: Technically Single, Regie: Sebastian Stojetz
- 2020: Spreewaldkrimi: Zeit der Wölfe, Regie: Pia Strietmann
- 2022: ZERV – Zeit der Abrechnung, Regie: Dustin Loose
- 2022: Spreewaldkrimi: Tote trauern nicht, Regie: Jan Fehse
- 2022: Ramstein – Das durchstoßene Herz (TV-Film), Regie: Kai Wessel
- 2022: Another Monday (Fernsehserie), Regie: Esther Bialas, Nathan Nill
- 2022: Polizeiruf 110: Daniel A. Regie: Dustin Loose
- 2022: Spreewaldkrimi: Die siebte Person
- 2023: Sprich mit mir, Regie: Janin Halisch
- 2023: Spreewaldkrimi: Bis der Tod euch scheidet
- 2025: Der Krimi aus Brandenburg: Die Raaben und das tote Mädchen

## Theater
- 2010: Yvonne, die Burgunderprinzessin, Regie: Markus Bassenhorst, Volkstheater München
- 2015: Nachtasyl, Regie: Michael Thalheimer, Schaubühne am Lehniner Platz
- 2015: FEAR, Regie: Falk Richter, Schaubühne am Lehniner Platz
- 2016: ≈ [ungefähr gleich], Regie: Mina Salehpour, Schaubühne am Lehniner Platz
- 2016: Wallenstein, Regie: Michael Thalheimer, Schaubühne am Lehniner Platz
- 2016: Ungeduld des Herzens, Regie: Simon McBurney, Schaubühne am Lehniner Platz
- 2017: Der eingebildete Kranke, Regie: Michael Thalheimer, Schaubühne am Lehniner Platz
- 2017: Zeppelin, Regie: Herbert Fritsch, Schaubühne am Lehniner Platz
- 2018: Italienische Nacht, Regie: Thomas Ostermeier, Schaubühne am Lehniner Platz
- 2018: Im Herzen der Gewalt, Regie: Thomas Ostermeier, Schaubühne am Lehniner Platz[12]
- 2019: abgrund, Regie: Thomas Ostermeier, Schaubühne am Lehniner Platz
- 2019: Jugend ohne Gott, Regie: Thomas Ostermeier, Salzburger Festspiele